# Mike Baker
Mike Baker (16 de febrero de 1957 - 21 de septiembre de 2012) fue un periodista británico conocido por su trabajo con la BBC.
Educado en Colchester Royal Grammar School en Essex y Emmanuel College, Cambridge, se unió a la BBC en 1980. Fue corresponsal de la Corporación de Educación desde 1989 hasta 2007, cuando abandonó el personal de la BBC. Eso fue antes de que fuera corresponsal de políticas de la BBC desde 1980 a 1989 y como corresponsal y editor adjunto de noticias locales de la BBC. Baker fue un columnista habitual de la BBC News Online, el EducationGuardian, y la revista Education Journal. Presentó varias series de programas en Teachers TV.
Baker murió el 21 de septiembre de 2012, a los 55 años de edad. Él había recibido un tratamiento para el cáncer, así lo escribió en su blog.